# ブッラータ

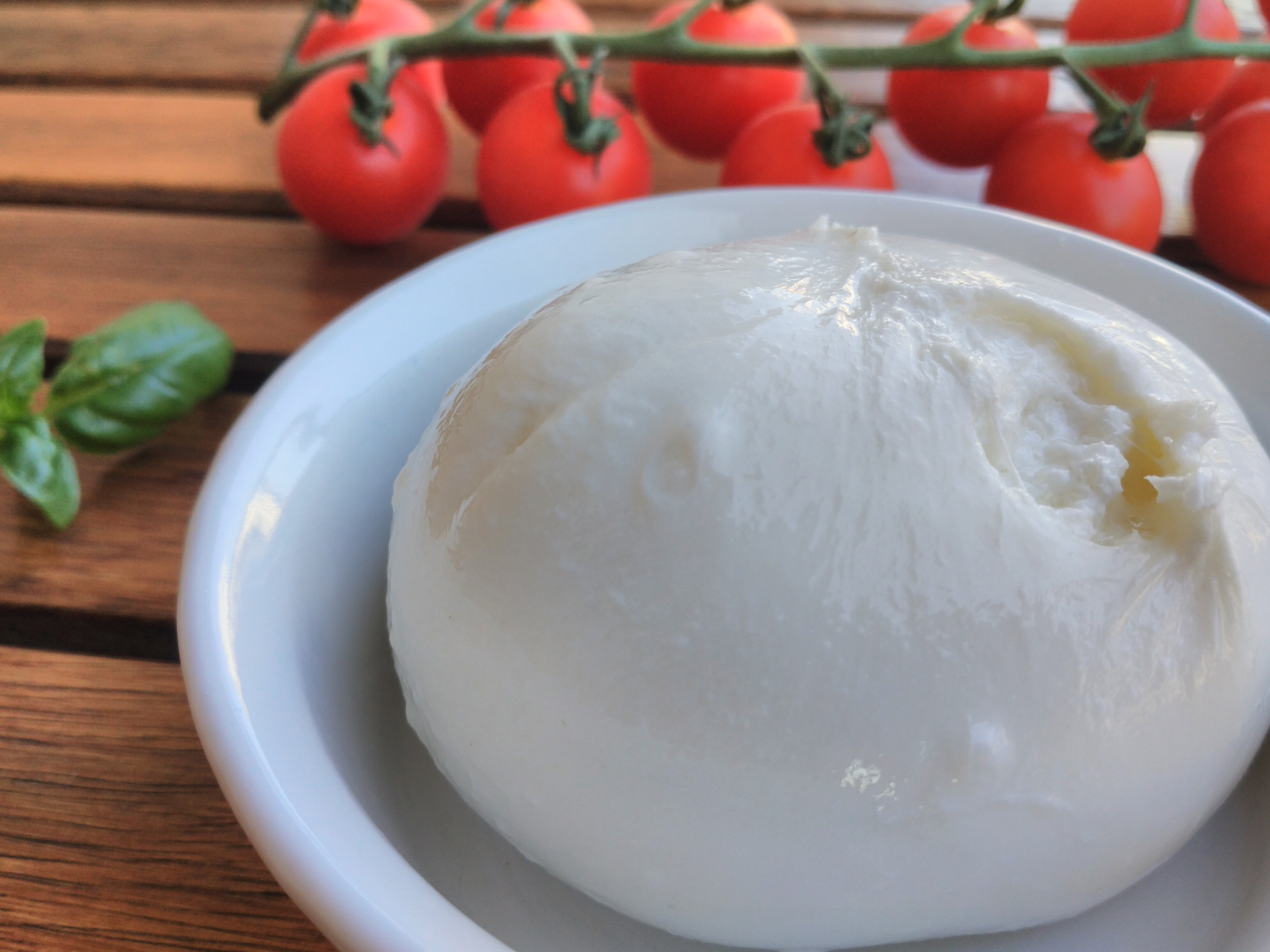
小さめのブッラータ全体

ブッラータ（イタリア語: burrata）はイタリア原産のフレッシュチーズである。水牛または牛の乳を原料とし、モッツァレッラと同様にパスタフィラータ製法で作られる。
イタリア南部のムルジア地方で、特にプーリア州アンドリアとその周辺での名産となっている。DOPを取得していないために、産地、製法や名称は厳密には決められておらず、ブッラータもしくはブッラータタイプのチーズが出回っている。しかし、現在でもプーリア州では手作りを重んじアルティザン・チーズとして確立されていて、イタリア国内では「PAT（Prodotto agroalimentare tradizionale、伝統農業食品）」に指定されている。
「ブッラータ（burrata）」はもともとイタリア語で「バターを入れた（buttered）」と言う意味。なお、日本では一部の店舗ではブラータと呼ばれている。

## 概要
直径7 - 10 cmまたは15 - 20 cmの球状で、表面はクリーム色か明るい白色。袋状のカード（curd）の中に生クリームと柔らかいフレッシュチーズを閉じこめた形。味は少し甘味のあるバターの香りがある。

## 製法
ブッラータはモッツァレッラや他のチーズ同様、レンネットで暖かいミルクをカードにするところから始める。他のチーズと違ってその後、熱したホエー（乳清）か少し塩の入った湯の中に入れた後、こねて延ばして望ましい形に整える（「パスタフィラータ」）。
ブッラータではまだ熱いチーズが袋状になり、残りのモッツァレッラをその袋の中に入れ、さらに生クリームを入れてから閉じる。伝統的には出来たブッラータをアスフォデル（ツルボラン）の葉で包み、ブリオッシュのように頭の部分をくくり、ホエーで湿らせる。チーズを食べる際に、まだアスフォデルの葉が緑であればチーズが新鮮であることが分かる。もちろん近年ではビニール袋かプラスティックの容器で販売されることも多い。

## 食べ方

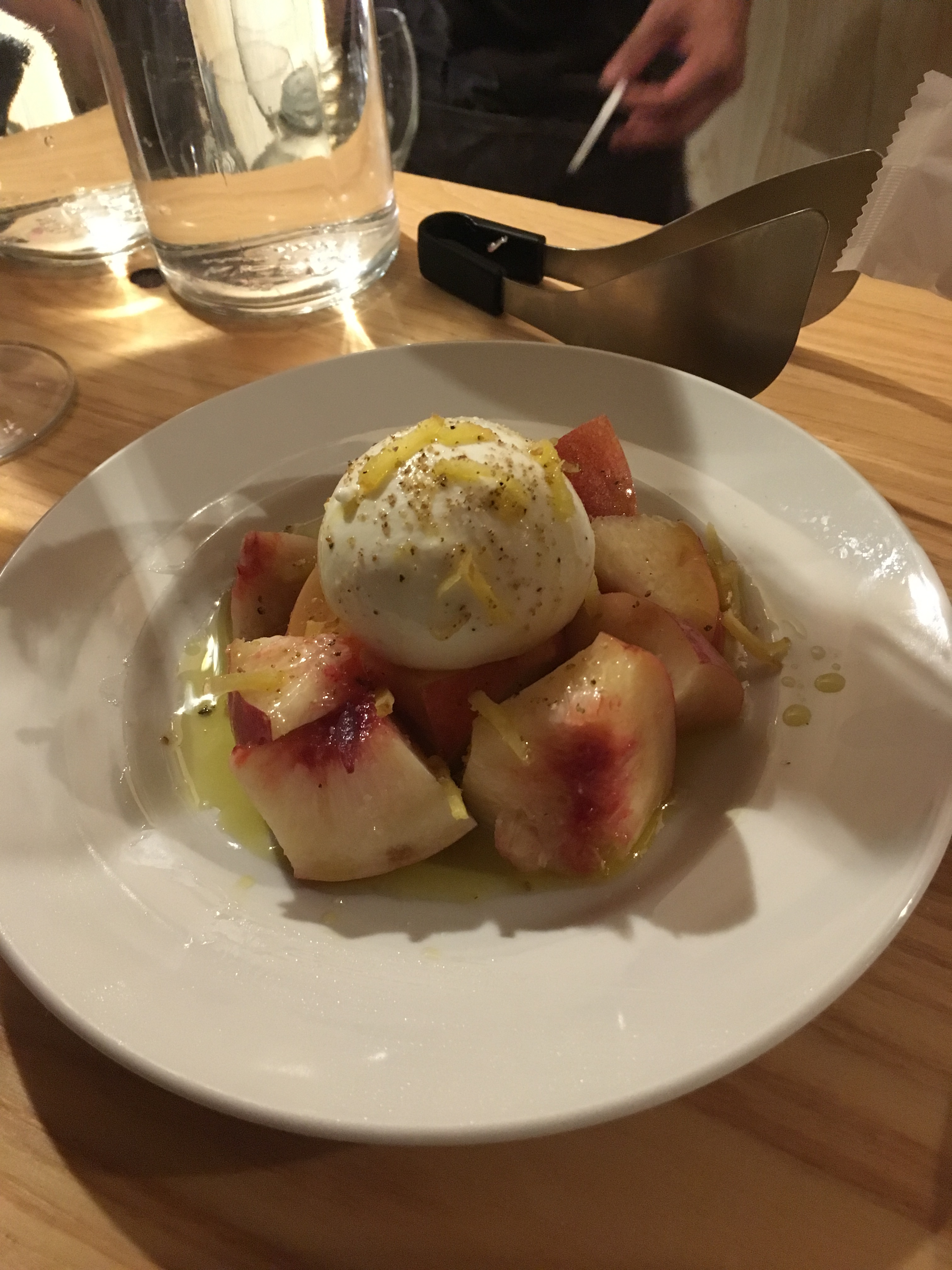
新鮮なフルーツとともに食されるブッラータ

ブッラータを切って開くと中から濃厚な生クリームがとろっと出てくる。リッチでバターの濃厚な味があり、ミルクの新鮮さが保たれている。開封後24時間以内に食べるべきで、48時間後では賞味期限が過ぎたと考えられる。チーズの内外で味や舌触りが違うので、サラダ、プロシュット、固めのパン、トマトなどをオリーブ油と砕いた黒胡椒で味付けたり、パスタとも合う。